# 土屋竹雨

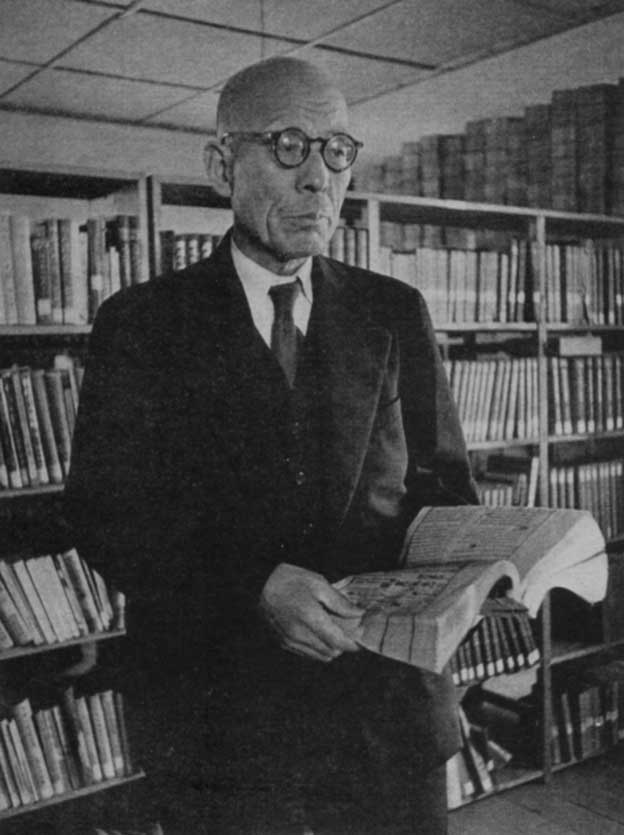
土屋竹雨

土屋 竹雨（つちや ちくう、1887年（明治20年）4月10日 - 1958年（昭和33年）11月5日）は、日本の漢詩人。本名・久泰。字は子健。大東文化大学学長（初代）などを歴任。山形県鶴岡市出身。

## 人物
1914年、東京帝国大学法学部卒。1928年、芸文社を興し『東華』を創刊、1931年、大東文化学院講師、のち教授、東京文政大学・文政大学・大東文化大学学長（初代）を務める。国分青崖のあと漢詩壇の第一人者となり、1949年、日本芸術院会員。余香吟社などの詩社を指導した。『日本百人一詩』（砂子屋書房、1943）の著作がある。

## 経歴
- 1887年（明治20年）4月10日 - 庄内藩士・土屋久国の長男として、山形県鶴岡市に生まれる。
- 1906年（明治39年） - 荘内中学校（現・山形県立鶴岡南高等学校）を卒業し、仙台第二高等学校へ進む。
- 1914年（大正3年） - 東京帝国大学（現・東京大学）法学部卒業
- 1923年（大正12年） - 大東文化協会幹事 就任
- 1928年（昭和3年） - 芸文杜を創設し、漢詩文雑誌「東華」を発行する。
- 1931年（昭和6年） - 大東文化学院（のちに大東文化学院専門学校）の講師となる。
- 1935年（昭和10年） - 同学院教授 就任
- 1945年（昭和20年） - 鶴岡に疎開し漢詩の指導にあたる。
- 1949年（昭和24年）
  - 日本芸術院会員となり、大東文化学院専門学校校長（第14代）・東京文政大学（現・大東文化大学）学長（初代） 就任。
  - 5月10日 - 土屋を含む日本芸術院会員9人が皇居に招かれ、午餐の御陪食を賜る。食後のお茶の席で「唐・宋・明の詩の変遷」について話す[1]。
- 1950年（昭和25年）6月 - 以文会（現・致道博物館）が設立され顧問 就任
- 1957年（昭和32年） - 自選詩集「猗廬詩稿」2冊を刊行する。
- 1958年（昭和33年）11月5日 - 病気が原因で死去する。享年71。墓所は多磨霊園[2]。戒名は「芸文院泰山竹雨居士」

## 著作物
- 1935年（昭和10年） - 『日本刀講座・第11巻』 雄山閣（出版）
- 1936年（昭和11年） - 『漢詩大講座 第2巻』 名著普及会（出版）
- 1943年（昭和18年） - 『日本百人一詩』 砂子屋書房（出版）
- 1957年（昭和32年） - 『猗廬詩稿 乾』 芸文社（出版）
- 1957年（昭和32年） - 『猗廬詩稿 坤』 芸文社（出版）
- 1961年（昭和36年） - 『土屋竹雨遺墨集』 土屋竹雨遺墨集刊行会（出版）
- 1981年（昭和56年） - 『土屋竹雨先生詩抄 桑梓』 鶴岡書道会（出版）
- 1981年（昭和56年） - 『漢詩作詩法・資料集成』 名著普及会（出版）
- 1987年（昭和62年） - 『大道無門 - 土屋竹雨生誕百年記念』 致道博物館（出版）
- 1998年（平成10年） - 『故国山水 - 庄内讃歌』

## 親族
- 従弟：佐藤貫一 - 刀剣学者
- 親戚・本間順治